# إدواردو برييتو
إدواردو برييتو (15 مايو 1912 – 8 يوليو 2003) هو مبارز بالسيف مكسيكي راحل، مثّل بلاده في الألعاب الأولمبية الصيفية 1932.

## روابط خارجية
إدواردو برييتو على موقع أوليمبيديا (الإنجليزية)